# Ludwig Heufler von Hohenbühel
Ludwig Ritter von Heufler zu Rasen und Perdonegg, seit 1865 Freiherr von Hohenbühel, (* 26. August 1817 in Innsbruck; † 8. Juni 1885 in Altenzoll bei Hall in Tirol) war ein österreichischer Beamter, Lokalhistoriker, Schriftsteller und Botaniker (u. a. Mykologe, Bryologe). Sein offizielles botanisches Autorenkürzel lautet „Heufl.“

## Leben und Wirken
Von Heufler stammte aus der Südtiroler Adelsfamilie von Hohenbühel, die ursprünglich aus Hohenbühl bei Terenten kam und ab dem 14. Jahrhundert unter dem Namen Heufler in Rasen, ab 1642 in Prissian und ab etwa 1750 in Eppan (dort seit 1807 bis heute auf dem Ansitz Gleifheim) ansässig wurde.
Hohenbühel studierte ab 1835 in Innsbruck und Wien Jura und war dann Beamter in Trient und 1846 bis 1849 Kreiskommissar in Istrien. 1849 kam er an das Handelsministerium und 1850 an das Kultusministerium und war 1850 mit der Neuorganisation der Schulen in Siebenbürgen beauftragt. 1865 wurde er zum Freiherrn ernannt. 1871 wurde er Präsident der Statistischen Zentralkommission, musste aber 1872 vorzeitig in den Ruhestand aufgrund einer geistigen Erkrankung. Zeitweise lebte er in einer Nervenheilanstalt und zuletzt in Hall, wo er 1885 Suizid beging, indem er sich von dem Türmchen seiner Villa herabstürzte.
Hohenbühel veröffentlichte über viele Themen (Geographie und Landeskunde, Politik, Geschichte, Genealogie, Literaturgeschichte Tirols, Unterrichtswesen, Statistik, Heraldik) und schrieb und veröffentlichte Gedichte. Bekannt ist er vor allem als Botaniker, der sich vor allem mit Farnen, Moosen und Pilzen befasste. Er befasste sich auch mit Pflanzengeographie (Vergleiche der Flora in Südtirol und Nordtirol), der Flora an der Grenze von Kärnten und Steiermark und der Flora von Tirol. Seine Aufzeichnungen zur Flora von Tirol überließ er Franz von Hausmann, der sie in seinem Buch auswertete.
Ab 1838 leitete er mit Michael Stotter die naturwissenschaftliche Abteilung am Ferdinandeum und später die Abteilung Botanik. Er war in der Zoologisch-botanischen Gesellschaft von Wien aktiv, hielt dort viele Vorträge und war mehrfach Vizepräsident. 1855 wurde er Mitglied der Leopoldina.
Der Heuflerkogel in den Ötztaler Alpen ist nach ihm benannt.

## Schriften (Auswahl)
- Italienische Briefe, Wien 1853.
- Historisch-politische Studien und Kritische Fragmente aus den Jahren 1848 bis 1853. Beiträge zur Geographie und Geschichte von Österreich. Von einem Tiroler. Gerold, Wien 1854.
- Österreich und seine Kronländer. Ein geographischer Versuch. Grund, Wien 1854–1856.
- Auf den Mai. Sinngedichte. Wagner, Innsbruck 1879.
- Untersuchungen über den tirolischen Ortsnamen Igels. Innsbruck 1881.
- Hall am Inn. Epigramme. Wagner, Innsbruck 1882.
- Die Flüsse Tirols. Sinngedichte. Wagner, Innsbruck 1882.
- Mein Idyll. Wagner, Innsbruck 1882.
- Maria Loreto bei Hall. Ein Beitrag zur Kunde Tirols. Wagner, Innsbruck 1883.
- Beiträge zur Kunde Tirols. Wagner, Innsbruck 1885.
- Beiträge zur Geschichte des Tiroler Adels. In: Jahrbuch der k.k. heraldischen Gesellschaft „Adler“. Neue Folge – Erster Band, Selbstverlag, Wien 1891, S. 43–170 (Digitalisat).